# Araneus bimaculicollis
Araneus bimaculicollis là một loài nhện trong họ Araneidae.
Loài này thuộc chi Araneus. Araneus bimaculicollis được Hsen Hsu Hu miêu tả năm 2001.